# Aýna Mämmedowa
Aýna Mämmedowa (* 8. Oktober 1988) ist eine ehemalige turkmenische Leichtathletin, die sich auf den Hammerwurf spezialisiert hat, aber auch im Kugelstoßen an den Start ging.

## Sportliche Laufbahn
Erste Erfahrungen bei internationalen Meisterschaften sammelte Aýna Mämmedowa im Jahr 2010, als sie bei den Asienspielen in Guangzhou mit einer Weite von 50,60 m den siebten Platz im Hammerwurf belegte. 2011 stellte sie in Aşgabat mit 56,70 m einen neuen Landesrekord auf und erreichte bei den Asienmeisterschaften in Kōbe mit 54,21 m Rang sechs. 2017 startete sie im Kugelstoßen bei den Asian Indoor & Martial Arts Games in Aşgabat und wurde dort mit 10,89 m Zehnte und trat seitdem nicht mehr als Aktive in Erscheinung.
2007 und 2011 wurde Mämmedowa turkmenische Meisterin im Hammerwurf sowie 2012 Hallenmeisterin im Kugelstoßen.

## Persönliche Bestzeiten
- Kugelstoßen: 12,88 m, 21. Mai 2010 in Aşgabat
  - Kugelstoßen (Halle): 12,32 m, 28. Januar 2012 in Aşgabat
- Hammerwurf: 56,70 m, 21. Mai 2011 in Aşgabat (turkmenischer Rekord)